# Juraj Kledrowetz
Juraj Kledrowetz (* 6. července 1970 v Liptovský Mikuláš) je bývalý slovenský hokejový obránce a trenér.

## Hráčská kariéra
Rodák a odchovanec z Liptovského Mikuláše působil v tamním hokejovém klubu MHk 32 Liptovský Mikuláš od sezony 1993/94 v nové vzniklé soutěži SVK extraliga v ľadovom hokeji. Po dvou letech v Liptovském Mikuláši odešel do Košic. První ročník v HC Košic vybojovali s týmem titul mistra Slovenské nejvyšší soutěže, pro Kledrowetze první a HC Košice obhájili titul z předešlé sezony. S týmem nadále sbíral úspěchy v soutěži, dvakrát skončili na druhém místě a v poslední sezoně za Košice opět slavili titul. Poté hrával dva roky za HK Poprad, následně se pak vrátil do Košic, se kterým posbíral dvě bronzové, dvě stříbrné a jednu zlatou medaili z ligy. 22. dubna 2008 prodloužil s vedením mužstva smlouvu na dva roky, byl považován za jednoho z nejlepších obránců v týmů.  V ročníku 2009/10 se Košicím nedařilo podle představ, jakož to obhájce titulu nebyly spokojeni s disciplínou hráčů Jurajom Faithom, Jaroslavom Kmiťom a Jurajom Kledrowtzom. Správní rada HC Košice ukončila mezi nimi spolupráci. Staronové angažmá našel v HK Popradě, který dovedl v ročníku 2010/11 až do finále playoff. Závěrečnou část své kariéry strávil v mateřském týmu MHk 32 Liptovský Mikuláš.

## Trenérská kariéra
V závěru hráčské kariéry působil v MHk 32 Liptovský Mikuláš jako hrající asistent hlavního trenéra. Po skončení sezony ukončil hráčskou kariéru. V průběhu sezony 2013/14 se vrátil do Liptovského Mikuláše již jako asistenta hlavního trenéra, místo mu uvolnil Jerguš Bača, se kterém hrával v letech 1996-1999 za HC Košice. V týmu vydržel do konce ročníků.

## Ocenění a úspěchy
- 2003 SHL – All-Star Tým
- 2005 ČHL/SHL – Utkání hvězd české a slovenské extraligy
- 2006 ČHL/SHL – Utkání hvězd české a slovenské extraligy

## Klubové statistiky
| Sezona       | Klub                     | Soutěž       | Základní část | Základní část | Základní část | Základní část | Základní část | Základní část | Play off | Play off | Play off | Play off | Play off | Play off |
| Sezona       | Klub                     | Soutěž       | Z             | G             | A             | B             | TM            | +/-           | Z        | G        | A        | B        | TM       | +/-      |
| ------------ | ------------------------ | ------------ | ------------- | ------------- | ------------- | ------------- | ------------- | ------------- | -------- | -------- | -------- | -------- | -------- | -------- |
| 1993/94      | MHk 32 Liptovský Mikuláš | SHL          | 32            | 5             | 7             | 12            |               |               | —        | —        | —        | —        | —        | —        |
| 1994/95      | MHk 32 Liptovský Mikuláš | SHL          | 31            | 4             | 3             | 7             | 53            |               | 3        | 0        | 0        | 0        | 2        |          |
| 1995/96      | HC Košice                | SHL          | 44            | 10            | 2             | 12            | 24            | +7            | —        | —        | —        | —        | —        | —        |
| 1996/97      | HC Košice                | SHL          | 43            | 9             | 11            | 20            | 14            | +23           | —        | —        | —        | —        | —        | —        |
| 1997/98      | HC Košice                | SHL          | 42            | 10            | 10            | 20            | 34            | +22           | —        | —        | —        | —        | —        | —        |
| 1998/99      | HC Košice                | SHL          | 49            | 7             | 13            | 20            | 26            | +25           | —        | —        | —        | —        | —        | —        |
| 1999/00      | HK Poprad                | SHL          | 50            | 9             | 19            | 28            | 70            | +24           | 7        | 1        | 0        | 1        | 2        | -7       |
| 2000/01      | HK Poprad                | SHL          | 46            | 7             | 13            | 20            | 58            | +10           | 6        | 1        | 1        | 2        | 0        | -1       |
| 2001/02      | HC Košice                | SHL          | 52            | 8             | 19            | 27            | 90            | +19           | 9        | 2        | 4        | 6        | 8        |          |
| 2002/03      | HC Košice                | SHL          | 50            | 6             | 15            | 21            | 106           |               | 13       | 1        | 6        | 7        | 18       |          |
| 2003/04      | HC Košice                | SHL          | 51            | 7             | 13            | 20            | 56            | +17           | 8        | 3        | 1        | 4        | 8        | +2       |
| 2004/05      | HC Košice                | SHL          | 49            | 10            | 19            | 29            | 70            | +38           | 10       | 2        | 2        | 4        | 12       | +4       |
| 2005/06      | HC Košice                | SHL          | 48            | 15            | 9             | 24            | 66            | +26           | 6        | 0        | 2        | 2        | 6        | +3       |
| 2006/07      | HC Košice                | SHL          | 27            | 2             | 5             | 7             | 68            | +8            | 11       | 0        | 6        | 6        | 14       | +6       |
| 2007/08      | HC Košice                | SHL          | 50            | 7             | 10            | 17            | 82            | +17           | 18       | 1        | 3        | 4        | 47       | +12      |
| 2008/09      | HC Košice                | SHL          | 42            | 6             | 10            | 16            | 58            | +25           | 15       | 1        | 3        | 8        | 18       | +3       |
| 2009/10      | HC Košice                | SHL          | 28            | 4             | 7             | 11            | 78            | +5            | —        | —        | —        | —        | —        | —        |
| 2009/10      | HK Poprad                | SHL          | 12            | 1             | 0             | 1             | 10            | 0             | 4        | 1        | 0        | 1        | 2        | -1       |
| 2010/11      | HK Poprad                | SHL          | 33            | 2             | 7             | 9             | 20            | -3            | 7        | 1        | 0        | 1        | 2        | +2       |
| 2011/12      | MHk 32 Liptovský Mikuláš | 1. SHL       | 36            | 6             | 12            | 18            | 103           | +15           | 3        | 2        | 2        | 4        | 4        | +3       |
| 2012/13      | MHk 32 Liptovský Mikuláš | 1. SHL       | 35            | 7             | 14            | 21            | 44            | +9            | 5        | 0        | 3        | 3        | 0        | +4       |
| Celkem v SHL | Celkem v SHL             | Celkem v SHL | 779           | 123           | 198           | 321           | 971           | +116          | 117      | 13       | 29       | 42       | 139      | +29      |

## Reprezentace
| Rok                       | Tým                       | Soutěž                    | Z | G | A | B | TM |
| ------------------------- | ------------------------- | ------------------------- | - | - | - | - | -- |
| 1994                      | Slovensko                 | MS-sk.C                   | 6 | 1 | 3 | 4 | 2  |
| Seniorská kariéra celkově | Seniorská kariéra celkově | Seniorská kariéra celkově | 6 | 1 | 3 | 4 | 2  |